# Solidaritätsallianz von Georgien
Solidaritätsallianz von Georgien (georgisch: ჩვენი საქართველო — სოლიდარობის ალიანსი tschweni sakartwelo — solidarobiss alianssi) ist eine politische Partei in Georgien, die am 7. Juni 2020 von den sechs unabhängigen Mitgliedern des Parlaments von Georgien und dem Stadtrat von Tiflis gegründet wurde. Die Parteigründer sind unabhängige Abgeordnete des Parlaments von Georgien und des Stadtrats von Tiflis, Mariam Jashi, Beka Natsvlishvili, Levan Gogichaishvili, Gedevan Popkhadze, Zviad Kvatchantiradze und Jaba Jishkariani.
Die Gründer der politischen Partei und ihre Partner aus Wissenschafts- und Berufsgemeinschaften sowie Vertreter der georgischen Gesellschaft sind sich einig mit einer gemeinsamen Vision, ein Land der Freiheit, der Gerechtigkeit und starker politischer Institutionen zu schaffen.
Die Partei hat die Vision, das Wissen, die Arbeit und das Potenzial jedes Bürgers zu schätzen und zu respektieren. Die Partei basiert auf den Werten sozialer Gerechtigkeit, Solidarität, wirtschaftlichem Wohlstand, Beschleunigung der euro-atlantischen Integration Georgiens und Stärkung der Demokratie und Souveränität des Landes.
Die Solidaritätsallianz von Georgien kandidierte für die Parlamentswahlen 2020 und plante, Kandidaten für mehrheitliche Abgeordnete in allen 30 Wahlbezirken zu nominieren.